# Microbunodontinae
Microbunodontinae були вимерлою підродиною антракотерій, яка була переважно палеогеновою групою євразійських парнокопитних. Група вимерла в кінці пізнього міоцену. Він включав роди Anthracokeryx, Geniokeryx, Microbunodon і, можливо, Etruscotherium. Вони відрізняються від інших ліній антракотерій меншим розміром, стрункішими кінцівками та особинами самців, які мають стислі з боків довші ікла. Спочатку вони були класифіковані як члени іншої підродини антракотерій, Anthracotheriinae, але нещодавні філогенетичні дослідження виявили, що вони є їхніми сестрами по кладі Bothriodontinae.